# Micrathyria hesperis
Micrathyria hesperis är en trollsländeart som beskrevs av Friedrich Ris 1911. Micrathyria hesperis ingår i släktet Micrathyria och familjen segeltrollsländor. Inga underarter finns listade i Catalogue of Life.